# Minnesang

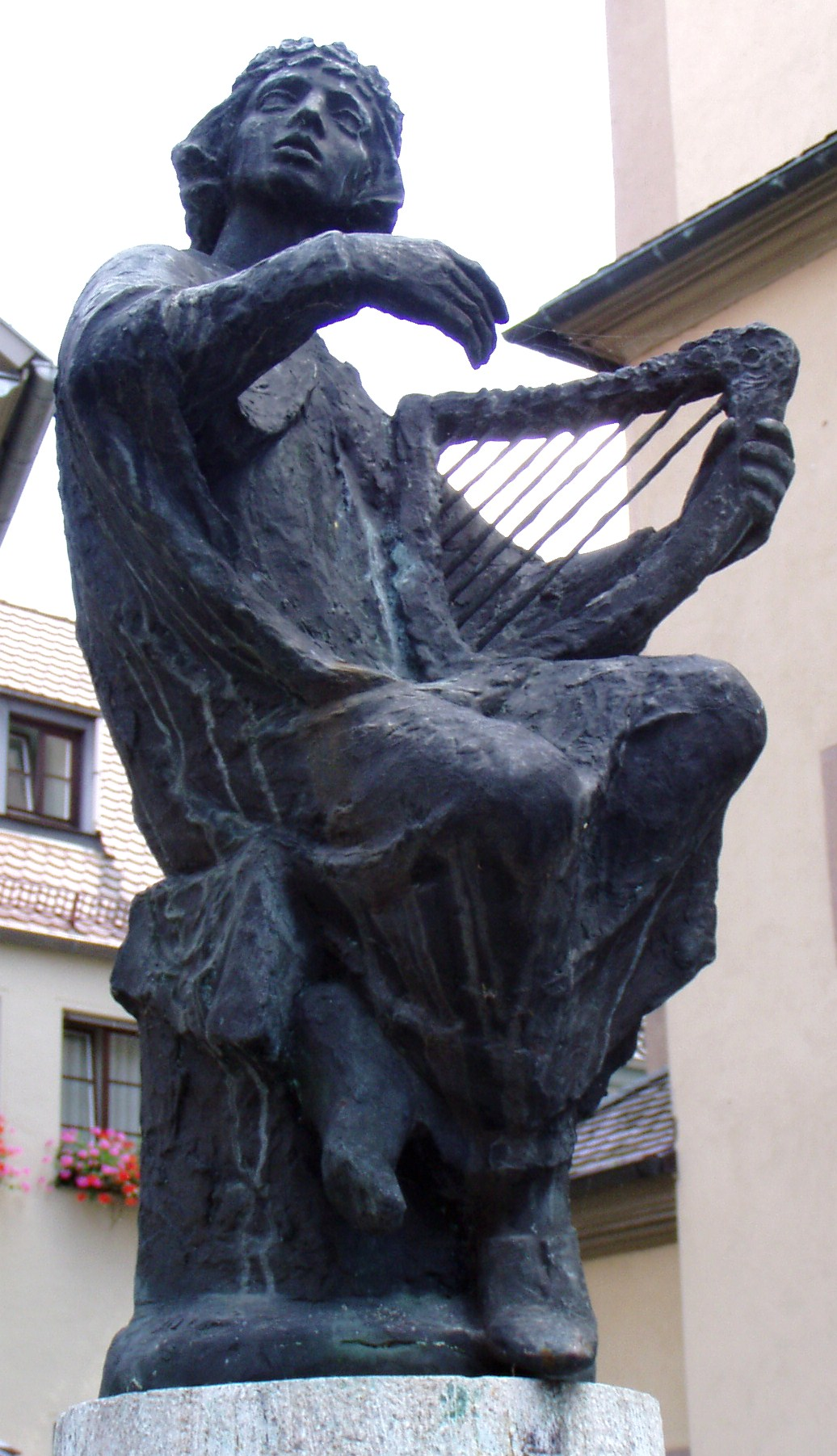
Minnesänger Otto von Botenlauben
(Botenlauben-Brunnen, Bad Kissingen)

Minnesang (zu Minne, die Verehrung einer meist hochgestellten Frau; von mhd. minne „liebevolles Gedenken“) nennt man die schriftlich überlieferte Form der gesungenen Liebeslyrik, die der westeuropäische Adel etwa von der Mitte des 12. bis zur Mitte des 13. Jahrhunderts pflegte. Adelige aller Stände dichteten diese Liebeslyrik für die höfische Gesellschaft. Vorgetragen wurden die Lieder von Minnesängern (auch Minnesinger genannt) welche nicht zwingend die Dichter selber waren.

## Zeitliche Einordnung
Im deutschen Sprachraum kann man ab etwa 1155 von einem Minnesang auf Mittelhochdeutsch sprechen. Die im Minnesang gepflegte Version des Hochdeutschen ist der erste bekannte Versuch einer Vereinheitlichung der deutschen Literatursprache. Erst 400 Jahre später erfolgte der zweite Versuch durch Martin Luther.
Im Spätmittelalter (ab etwa 1250) lösten andere Gattungen der Lyrik den höfisch-ritterlichen Minnesang ab.

## Französische Vorbilder
Die ersten bezeugten Minnesänger sind die Trobadors in Südfrankreich. Die Sprache ihrer Lieder wird in moderner Zeit oft als Provenzalisch bezeichnet, wobei darunter aber nicht der okzitanische Dialekt der Provence, sondern eine Art okzitanische Koine oder Literatursprache zu verstehen ist, die Elemente aus verschiedenen okzitanischen Dialekten aufnimmt. Der Minnesang der südfranzösischen Trobadors, später auch der nordfranzösische der Trouvères, hat wesentlichen Einfluss auf die Anfänge des deutschen Minnesangs.
Am klarsten nachweisbar ist dieser Einfluss anhand sogenannter Kontrafakturen, also der (deutschen) Neutextierung provenzalischer Töne (unter einem Ton ist die Einheit von Versmaß, Strophenform und Melodie zu verstehen). Ebenso deutlich wie in derartigen Kontrafakturen wird der französische Einfluss im erkennbaren Bemühen deutscher Minnesänger, mit raffinierten Metren und Reimtechniken ähnlich artifiziell zu glänzen wie die französischen Sänger.
Die Sprachkunst des deutschen Minnesangs lässt sich jedoch auch ohne Rückgriff auf den französischen Einfluss beschreiben.

## Soziologische Bedeutung
Minnesang versteht sich wesentlich als ritterliche Liebhaberei und innerhalb der höfischen Ritterkultur als Konkurrenz hochadeliger Ritter untereinander – analog zu den anderen Formen des Wettkampfes, etwa dem Turnier.
Der geglückte Vortrag eines Minneliedes durch einen Ritter ist in erster Linie als kultureller Kompetenzbeweis zu begreifen – ähnlich einem Jagderfolg oder einem Sieg im Ritterturnier auf sportlichem Gebiet. Das Lied richtet sich an eine verehrte Dame der Gesellschaft (Frauendienst), ist jedoch kein Ausdruck lebensweltlicher Verhältnisse. Eine biografische Authentizität, wie sie die allerfrüheste Literaturforschung annahm, ist zwar nicht grundsätzlich und in allen Fällen auszuschließen, dürfte aber nur eine geringe Rolle gespielt haben: Minnesang ist kein romantischer Gefühlsausdruck, auch keine Erlebnislyrik, sondern ein ritterlich-ethisch geprägtes Sprach- und Musik-Ritual – vergleichbar der dem Minnesang in Italien folgenden petrarkistischen Liebeslyrik des dolce stil nuovo seit Francesco Petrarca in der strengen Form des Sonetts, die nun, in der beginnenden Renaissance, allerdings nicht mehr dem adeligen Ritter oblag.

## Evolution des Minnesanges

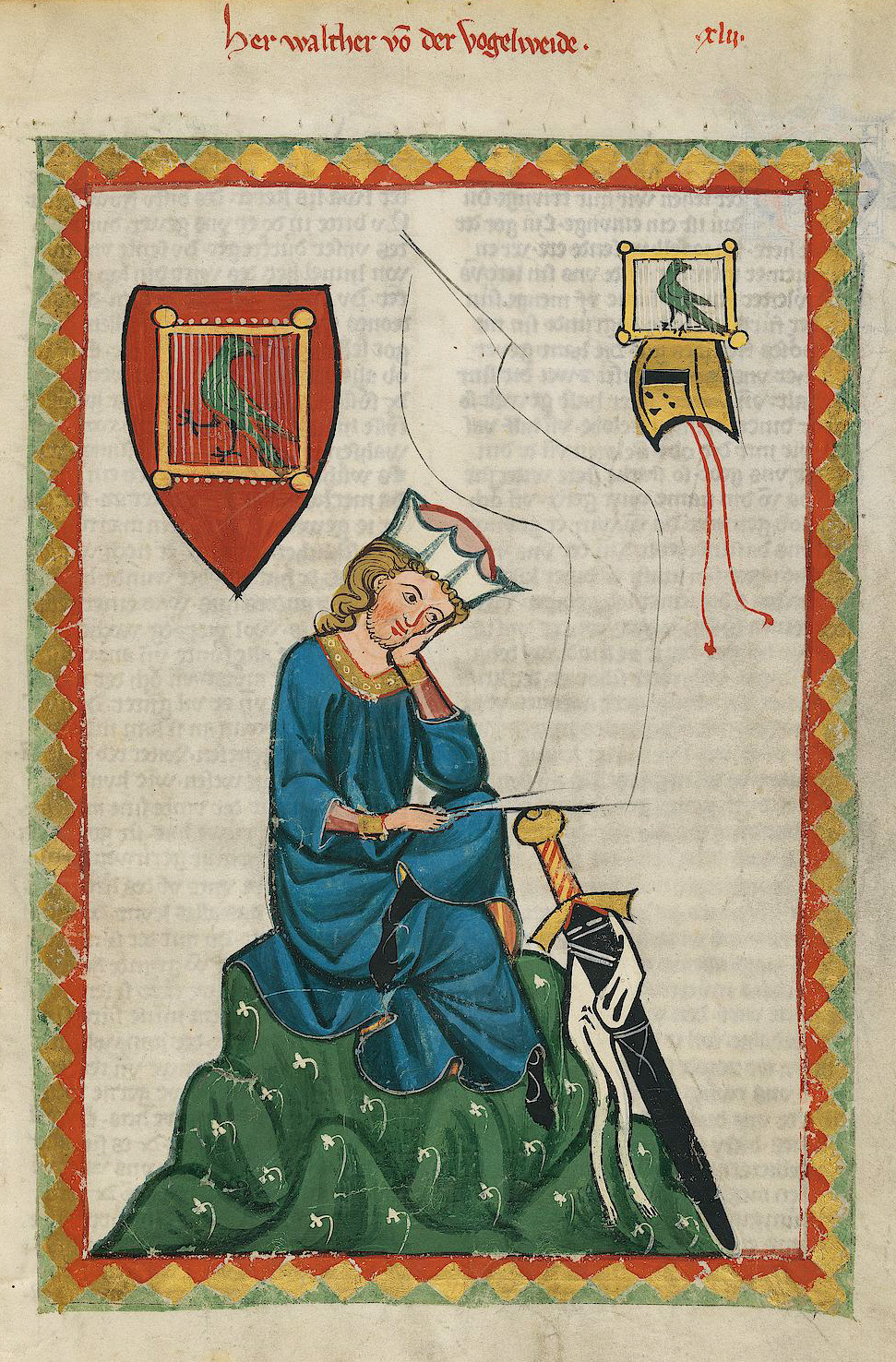
Walther von der Vogelweide (Codex Manesse, um 1300)

Die Evolution des Minnesanges lässt sich nur ungenau ermitteln da Zeitangaben in den Texten fehlen und auch die Sänger nur in Ausnahmen eindeutig real lebenden Personen zugeordnet werden können. Wenn man jedoch die Auskünfte, welche die Texte selber liefern, in eine relative Zeitabfolge bringt, so lassen sich dennoch mindestens Umrisse rekonstruieren.
Als erster Trobador gilt Herzog Wilhelm IX. von Aquitanien (1071–1127). Die Kunst der Trobadors erreicht in der Mitte des 12. Jahrhunderts durch Bernart de Ventadorn ihre reinste Darstellung und breitet sich nach Norden (Trouvères) und Osten (deutscher Minnesang) aus.
Wichtige Trobadors waren: Jaufre Rudel, Marcabru, Bernart de Ventadorn, Giraut de Bornelh, Beatriz de Dia, Peire Vidal.
Wichtige nordfranzösische Trouvères waren: Gace Brulé, Colin Muset, Jean Bodel, Thibaut de Champagne, Conon de Béthune, Blondel de Nesle, Adam de la Halle, aber auch Chrétien de Troyes (der als Artus-Epiker wesentlich bekannter ist denn als Lyriker).
Der älteste deutsche Minnesang ist mit dem Dichter Kürenberger nachweisbar; berühmt ist das Falkenlied in der Nibelungenstrophe: „Ich zoch mir einen valken ...“ (zur Versform vgl. Nibelungenlied).
Dieser donauländische Minnesang (1150–1170, geographisch: Passau, Linz, die Gegend also, aus der auch das Nibelungenlied stammt) hat ältere deutsche Wurzeln und ist von der verfeinerten provenzalischen Trobador-Kunst noch unbeeinflusst. Er wird zum Beispiel durch Dietmar von Aist vertreten. Die Lieder sind geprägt durch eine natürliche und ungekünstelte Auffassung von Liebe. Die Eigenarten, die Frau in Ich-Form oder Mann und Frau im Wechsel sprechen zu lassen, werden durch den späteren provenzalischen Einfluss aus dem Minnesang getilgt. Äußeres formales Kennzeichen ist die der epischen Dichtung nahestehende Langzeile. In dieser Phase hat der deutsche Minnesang gewissermaßen noch keine eigene Form gefunden. Die Wurzeln dieser einheimischen Minnelyrik liegen weitgehend im Dunkel.
Der neue Minnesang nach provenzalischem Vorbild (unter anderen nachweisbar importiert durch den weitgereisten Friedrich von Hausen) blüht im alemannischen und fränkischen Westen ab 1170 auf. Ab dieser Zeit entsteht eine Lyrik, die formal wesentlich differenzierter ist. Sie ist meist mehrstrophig und die Stollenstrophe erfreut sich in dieser Zeit großer Beliebtheit. Inhaltlich enthält sie das Ideal der Hohen Minne (sie betont in aller Regel die Verzicht-Haltung des Mannes und die Unerreichbarkeit der Frouwe) sowie häufig eine Mischung aus Kreuzzugs- und Minnethematik. Zu nennen sind hier Vertreter wie Albrecht von Johansdorf, Reinmar der Alte und Heinrich von Morungen.
Walther von der Vogelweide geht als erster weg vom Ideal der Hohen Minne und singt Lieder der „gleichberechtigten Liebe“ („niedere Minne“, genauer gesagt Lieder der „Herzeliebe“, auch „Mädchenlieder“ genannt). Allerdings sind die Begriffe hohe Minne und niedere Minne nicht zeitgenössisch belegt – nur eine Formulierung bei Walther wird von der Literaturwissenschaft als Beleg genommen –, sondern Konstrukte der philologischen Rezeption in der Romantik, die von späteren Forschergenerationen womöglich noch nicht ausreichend hinterfragt wurden. So muss zumindest fraglich bleiben, inwieweit das von der Germanistik angenommene Ideal der unerfüllten Liebe in der sogenannten Hohen Minne nicht eine Vorstellung der Romantik darstellt, die auf die Zeit des Hochmittelalters projiziert wurde. Insbesondere die Dichtung Heinrichs von Morungen erlaubt nicht nur eine Interpretation. Die neuere Forschung hat jedenfalls das bislang vorherrschende Bild teilweise energisch in Frage gestellt (so etwa Eva Willms).
Im 13. Jahrhundert verliert sich das zunächst scheinbar klare Bild völlig: Während in der Schweiz noch nach 1300 Hohe Minne in klassischer Tradition (wenn auch weniger originell) besungen wird, greifen andernorts bereits ab 1220/30 parodierende und erotisierende Tendenzen (Neidhart, Tannhäuser). Der Begriff Minne selbst ändert sich zum Synonym für den Geschlechtsakt. Die Minnesänger des 13. und 14. Jahrhunderts beschränkten sich auf die Wiedergabe der bereits vorgegebenen Form- und Themenmuster und variierten oder spezifizierten sie. Im 14. Jahrhundert wurde der Minnesang mit dem Aufkommen der Städte von dem Meistergesang abgelöst.
Die meisten Minnesänger sind zwar namentlich bekannt, eine Zuordnung zu historischen Personen gestaltet sich jedoch schwierig. Darum ist es auch selten möglich, den Autoren ein geographisches Gebiet zuzuordnen obwohl dies auch heutige und sehr verständliche Praxis ist. Diesem Umstand wird und wurde nicht immer bzw. ungenügend Rechnung getragen und trotzdem werden die Minnesänger gerne lokalisiert, wenn auch mit wenig belastbarem Material.

## Kennzeichen des Minnesangs
Ein großer Teil des „deutschen Minnesangs“, das heißt der mittelhochdeutschen Lyrik, ist genau genommen kein Minnesang und sollte darum nicht so bezeichnet werden. Hinsichtlich ihrer Thematik und ihres Sitzes im Leben müssen zwei große Gattungen unterschieden werden: einerseits die ritterlich-adlige Liebeslyrik als eigentlicher Minnesang (im engeren Sinne), andererseits die Spruchdichtung oder Sangspruchdichtung, die ausschließlich von Berufsdichtern und -sängern vorgetragen wurde und sich mit politischen, moralischen und religiösen Themen aller Couleur befasste:
- Minnedichtung reflektiert programmatisch unerfüllte Liebe, preist die Angebetete oder schildert erotische Erlebnisse (ab Mitte des 13. Jahrhunderts).
- Spruchdichtung fordert zu religiös und ethisch richtigem Handeln auf, propagiert gängige Lebensweisheiten oder kritisiert das Zeitgeschehen.

Da der gesellschaftliche Status von Minnesang (hochadelige Repräsentationskunst und Luxus) und Spruchdichtung (auf Bezahlung angewiesene „Gebrauchskunst“) verschieden ist, betätigen sich Dichter nur sehr selten auf beiden Gebieten zugleich. Die bekannteste Ausnahme ist Walther von der Vogelweide, der auf beiden Gebieten Hervorragendes geleistet hat und darum als der bedeutendste Vertreter der mittelhochdeutschen Lyrik gilt.
Die inhaltliche Gattungsdifferenzierung lässt sich auch in den lyrischen Formen wiederfinden.
Formal gibt es die Gattungen Lied, Spruchstrophe und Leich:
- Das Lied (nur im Minnesang!) hat die bis heute übliche strophische Wiederholungsform. Das Minnelied ist immer ein festes abgeschlossenes Ganzes mit zwei bis sieben, oft mit drei oder fünf Strophen. Einige Dichter (zum Beispiel Heinrich von Morungen) pflegen aber auch im Minne-Genre die einstrophige Form. Die Liedstrophe gliedert sich ihrerseits in den meisten Fällen in zwei gleichgebaute Stollen und einen Abgesang (Kanzonenform).
- Spruchdichtung verwendet oft komplexere und umfangreichere Strophenformen. Dies wohl nicht zuletzt deshalb, weil die gleiche Form für verschiedene Inhalte immer wieder genutzt und auch ohne strophische Wiederholung eindeutig erkannt und dem Dichter-Komponisten zugeordnet werden sollte (zum Beispiel Walthers Philipps-Ton oder Reichs-Ton).
- Der Leich ist eine noch komplexere und umfangreichere Form als die Spruchdichtung (siehe unten).

## Gattungen des Minnesangs

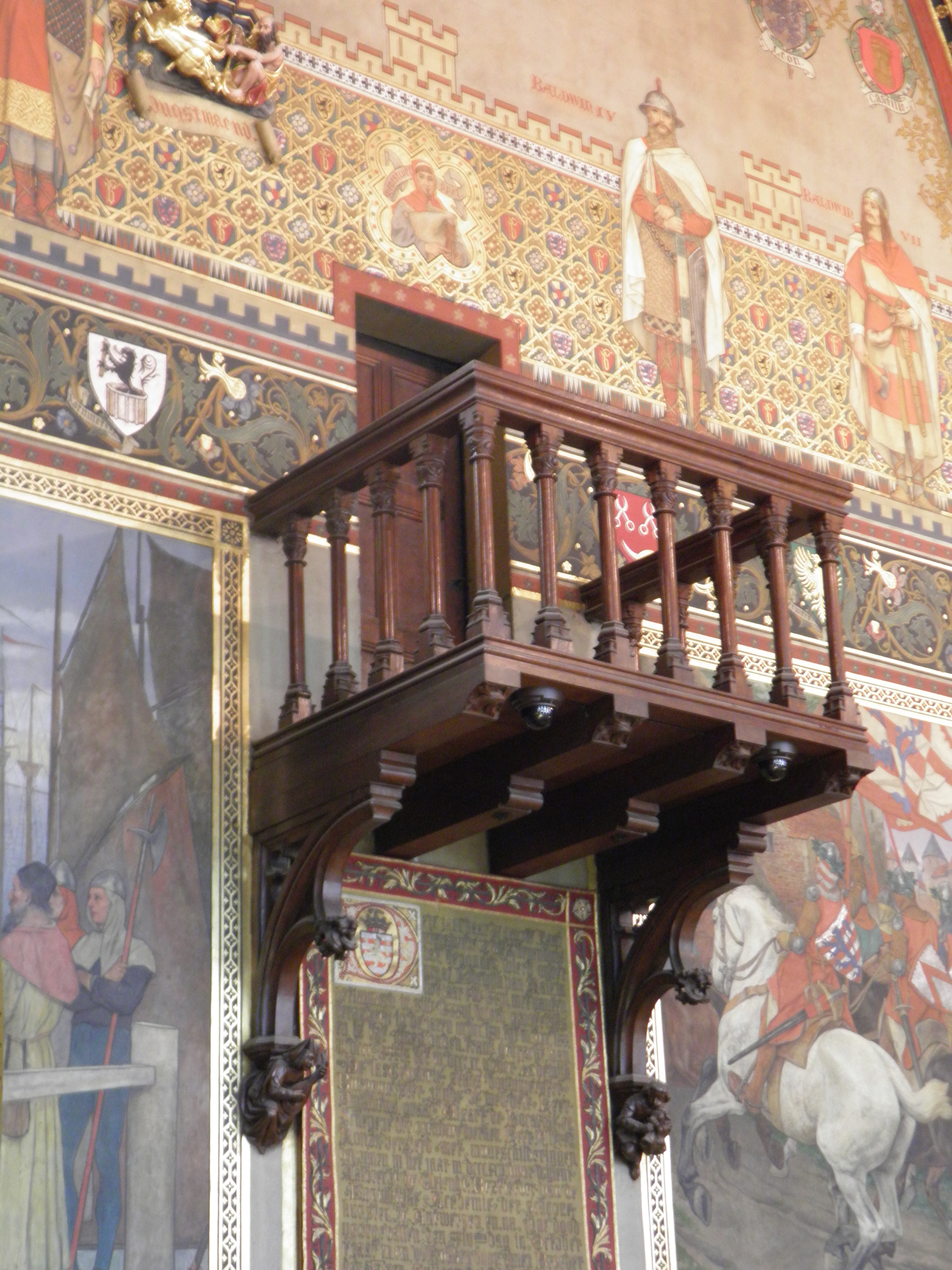
Minnsängerbalkon im Rathaus von Brügge

Minne- oder Werbelied
Inhalt des Minne- oder Werbelied ist eine Minneklage des Mannes an eine unerreichbare Frau oder Angebetete. Man unterscheidet die Minneklage des Mannes in Form eines Monologes und ein direkt an die Auserwählte vorgetragenes Werbe- oder Klagelied. Diese Formen werden Hohe Minne, Frauen- und Minnepreislied genannt.
Frauenlied
Im Frauenlied wiederum wird der Minnedienst aus der Sicht der angebeteten Frau betrachtet. Sie nimmt den Minnedienst entgegen und drückt ihr Bedauern aus, dass sie ihn – natürlich – zurückweisen muss.
Wechsellied
Unter Wechsellied versteht man das Nebeneinandersprechen von Mann und Frau. Die Sprecher kommunizieren dabei nicht miteinander.
Dialog- oder Gesprächslied
Das Dialog- oder Gesprächslied dagegen ist ein reiner Dialog zwischen den Minnepartnern, zwischen lyrischem Ich und allegorischen Figuren (Frau Welt) oder zwischen fiktiven Figuren.
Tagelied
Beim Tagelied handelt es sich inhaltlich um den Abschied zweier Liebender bei Tagesanbruch nach einer gemeinsam verbrachten Nacht. Es ist „dramatisch“ angelegt und schildert das fiktive Liebespaar beim Morgengrauen vor der unvermeidlichen Trennung. (Der poetischen Gestaltung dieser Situation begegnen wir noch in Shakespeares Romeo und Julia.)
Pastourelle
In einer Pastourelle wird die Begegnung eines Ritters oder Klerikers mit einem einfachen Mädchen im Freien beschrieben. Dabei handelt es sich um einen Verführungsversuch, welchem das Mädchen zu entgehen versucht.
Mädchenlied
Ein Bruch mit der Hohen Minne ist das sogenannte Mädchenlied. Dieser Liedtyp wurde besonders von Walther von der Vogelweide geprägt. Man nennt diese Art auch niedere Minne oder erreichbare Minne.
Kreuzlied
Das Kreuzlied befasst sich mit der Verbindung von Minne- und Kreuzzugthematik. Der Sänger kontrastiert einen bevorstehenden oder erlebten Kreuzzug, also seinen Dienst an Gott, mit seinem Frauendienst.
Naturlied
Naturlieder finden sich selten als reine Jahreszeitenlieder. Meist dienen sie als Eröffnung eines Minneliedes. Je nach beabsichtigter Stimmung unterscheidet man Mailied, Sommerlied und Winterlied.
Leich
Der Leich ist die Prunkform der volkssprachlichen deutschen Lyrik; er ist erheblich umfangreicher und hat eine komplexere Form als das strophische Lied. Während im Lied dieselbe Baustruktur und Melodie mehrmals wiederholt wird (= Strophe), besteht der Leich aus nichtidentischen Bauteilen mit jeweils eigener Melodie, die einzeln oder mehrfach wiederholt hintereinander geschaltet sind. Diese Bauform wird als heterostrophisch bezeichnet.
parodistische Formen
Gegen Ende der Ära des Minnesanges prägen sich parodistische Formen aus. Entweder handelt es sich dabei um Parodien von bestimmten Dichtern oder eines ganzen Genres.

## Handschriften und deren wissenschaftliche Pflege

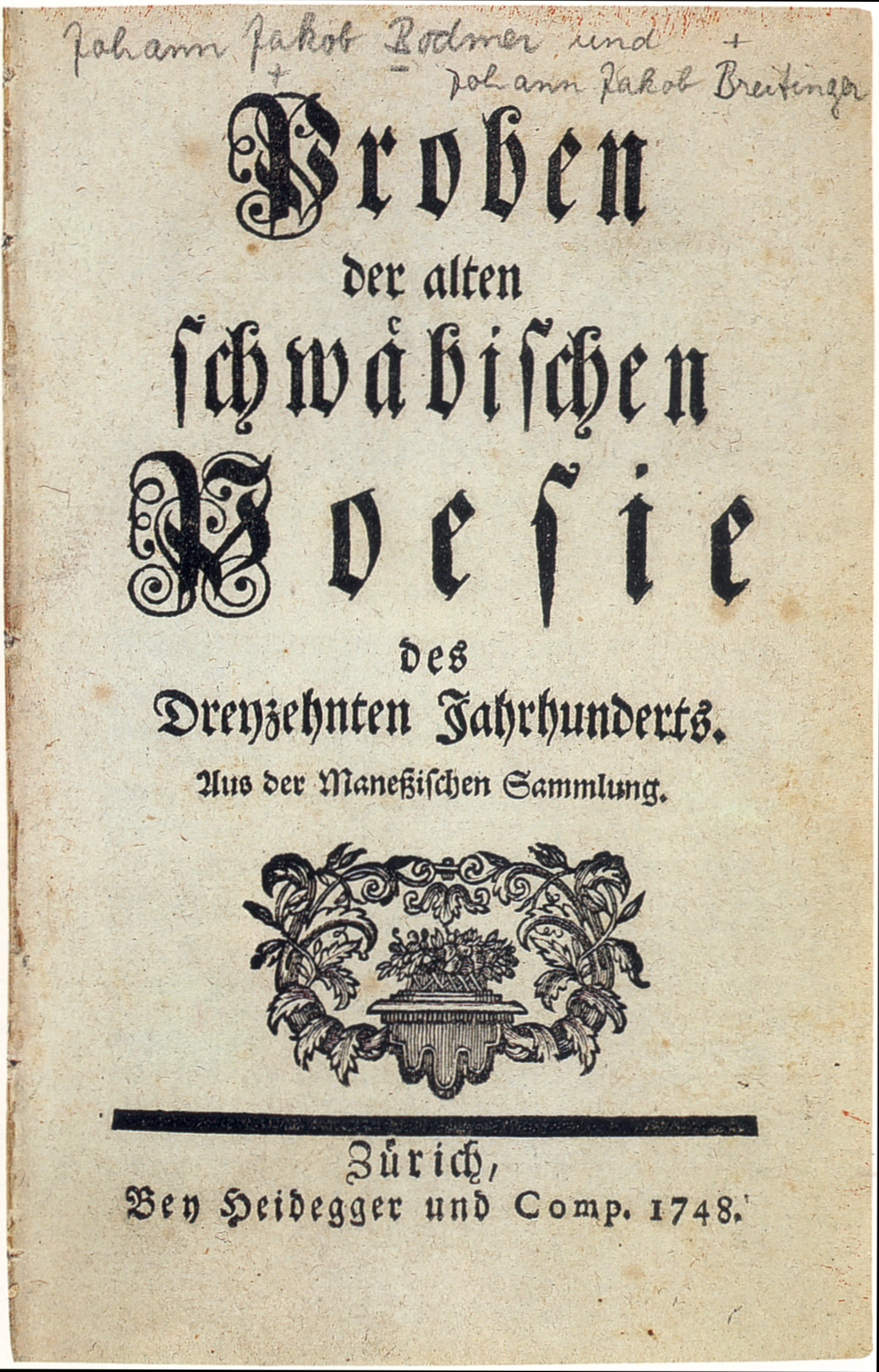
Der erste Druck von Texten aus dem Codex Manesse 1748

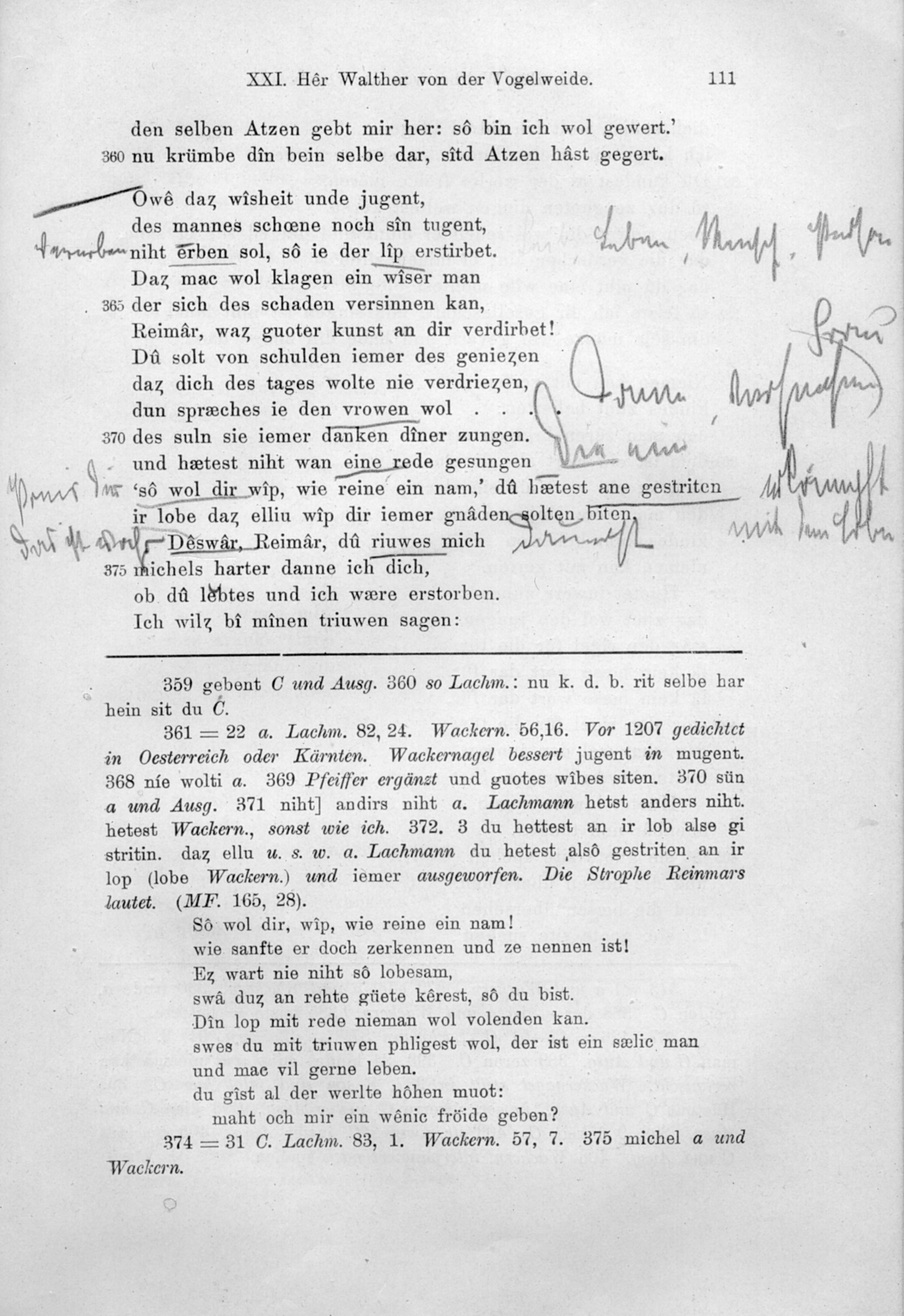
Bearbeitete Textseite aus Karl Bartsch, Liederdichter des dreizehnten und vierzehnten Jahrhunderts (1900)

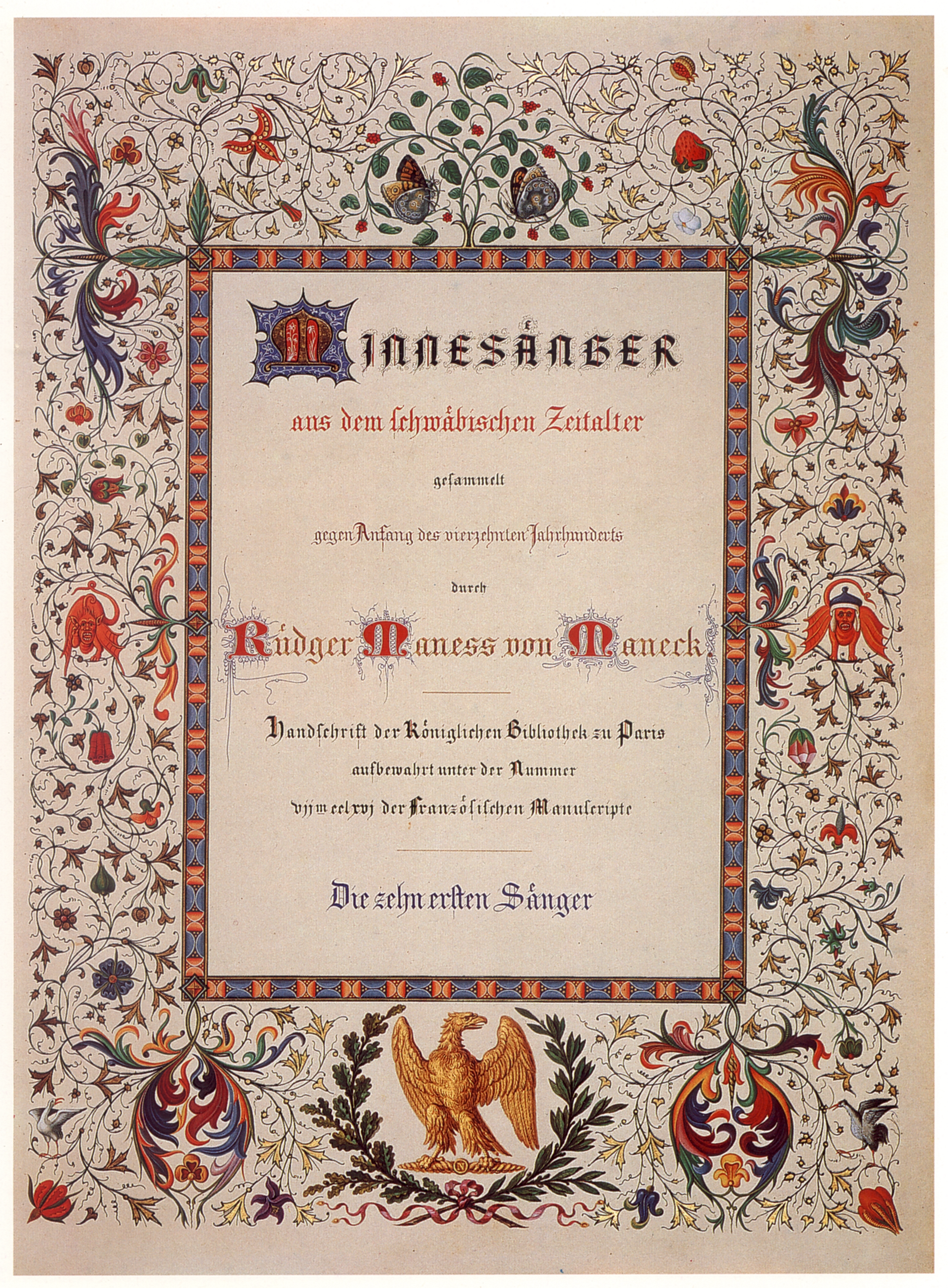
Titelblatt einer Luxusausgabe 1850

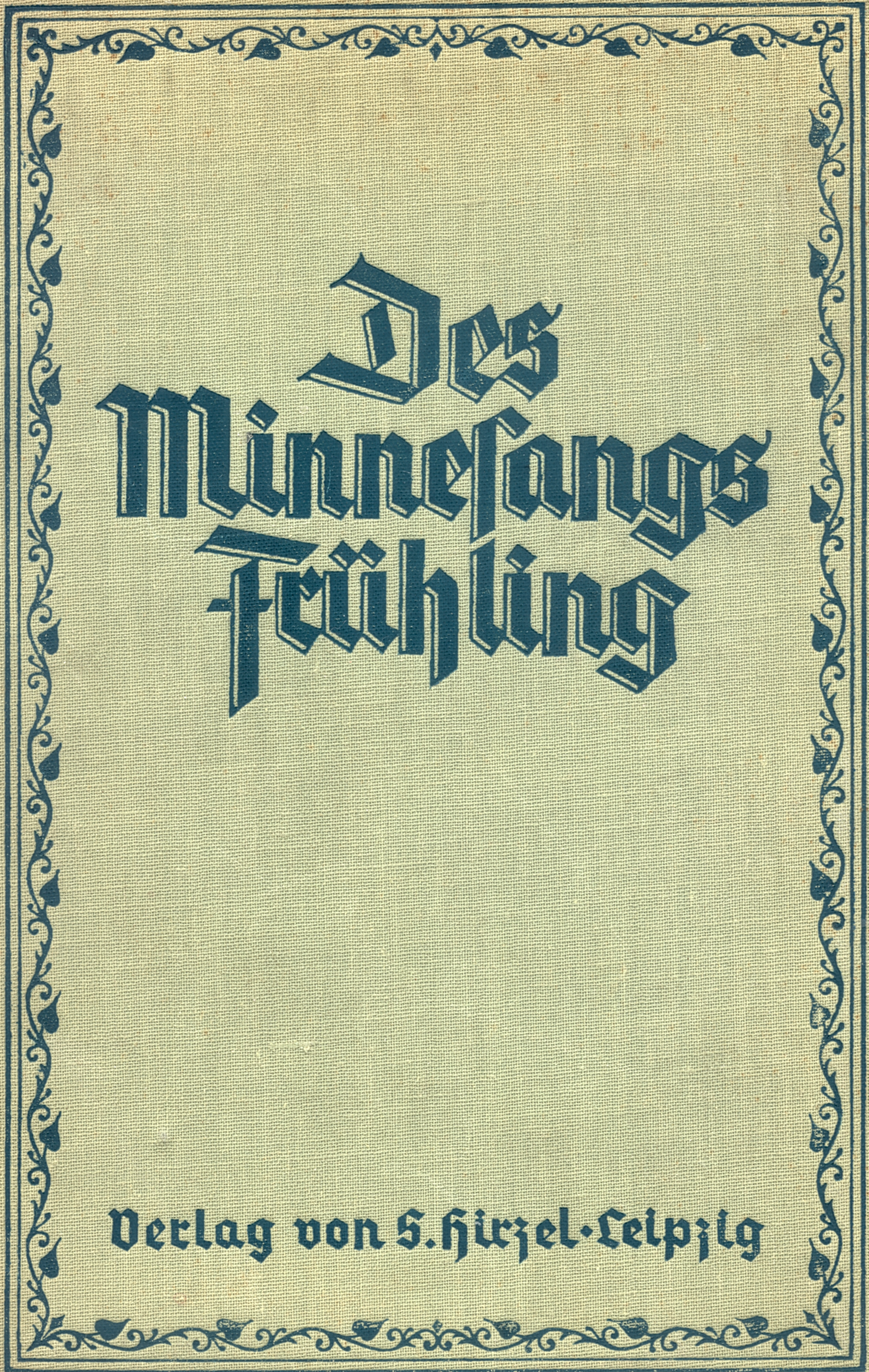
Einband von Des Minnesangs Frühling 1935

Die frühesten handschriftlichen Zeugnisse des deutschen Minnesangs stammen vom Ende des 12. Jahrhunderts. Gegen Ende des 13. Jahrhunderts wird der Versuch zu großen „musealen“ Lyriksammlungen in Liederhandschriften erkennbar. Möglicherweise hatten diese Sammlungen Vorgänger in Form von nicht erhalten gebliebenen Repertoire-Handschriften von umherziehenden Sängern, die nun in einer gleichsam literaturgeschichtlichen Bemühung von wohlhabenden Privatleuten gesammelt wurden. Gipfelpunkt der Aufzeichnungen ist die reine Text-Sammlung des sogenannten Codex Manesse. 
Eine ausgezeichnete und umfassende Darstellung vieler Handschriften hat die Projektgruppe um die Lyrik des Deutschen Mittelalters erstellt, und zwar als frei verfügbare on-line Ausgabe. 
Im Folgenden werden die wichtigsten Lyrikhandschriften gelistet, vorangestellt ist die von Fachleuten verwendete Kurzform, die sogenannte Sigle. 

### Grundhandschriften
- C: Codex Manesse (auch Große Heidelberger Liederhandschrift oder Pariser Liederhandschrift genannt), Cod. Pal. germ. 848 der UB Heidelberg; Codex Manesse wegen des vermuteten Auftraggebers, des Zürcher Patriziers Rüdiger Manesse. Sie ist die größte und prachtvollste Sammlung des deutschen Minnesangs, eine der aussagekräftigsten Handschriften des deutschen Mittelalters überhaupt. Zwar entstand sie erst im 14. Jahrhundert, aber die hier vorhandenen Texte reichen bis etwa 1160 zurück, d. h. in die früheste Zeit des Minnesangs. Die „Klassiker“ Walther, Reinmar, Heinrich sind ebenso enthalten wie die Spruchdichtung, der Leich und die Schweizer Epigonen. Auf 426 Pergamentblättern (= 852 Seiten) enthält der Codex fast 6.000 Strophen von 140 Dichtern. 137 Sängern ist eine ganzseitige Miniatur gewidmet. Die auf den Miniaturen verschwenderisch beigegebenen Gegenstände, heraldischen Details und kulturgeschichtlichen Hinweise sind von höchster Aussagekraft.

- A: Kleine Heidelberger Liederhandschrift (Cod. Pal. germ. 357 der UB Heidelberg; 13. Jh.; elsässisch)

- B: Weingartner Liederhandschrift (auch Stuttgarter Liederhandschrift, Württembergische Landesbibliothek Stuttgart; Anf. 14. Jh., geschrieben in Konstanz)

### Fragmente
- Cb: Naglersches Fragment
- Bu: Budapester Fragment
- U: Wolfenbüttler Bruchstücke
- Gx: Münchner Bruchstück

### Jüngere Lyrikhandschriften des 14. und 15. Jh.
- s: Haager Liederhandschrift
- x: Berliner Liederhandschrift
- F: Weimarer Liederhandschrift

### Grundhandschriften der Sangspruchdichtung und des Meistersangs
- J: Jenaer Liederhandschrift (Mitte 14. Jh.; mittelniederdeutsch)

- K: Kolmarer Liederhandschrift (München, Bayer. Staatsbibl., Cgm 4997); eine sehr späte Handschrift, um 1460 im Rheinfränkischen geschrieben, überwiegend „meisterliche“ Lieddichtung – Sprüche und Lieder in der Tradition der Sangspruchdichter des 12., 13. und frühen 14. Jahrhunderts. Übergang von höfisch-adliger Liedkunst zu städtischem Meistersang.

### Autorensammlungen
- E: Würzburger Liederhandschrift (UB München, Cod. Ms. 731; geschrieben um 1350 in Würzburg; Hausbuch des Kanzlers Michael de Leone)[9]
- R: Riedegger Handschrift
- c: Riedschen Handschrift

### Streuüberlieferungen
- G: Münchner Parzival-Handschrift
- i: Parzival-Handschrift des Claus Wisse und Philipp Colin

Nahezu alle wichtigen Handschriften beschränken sich auf die Aufzeichnung der Texte. Sie täuschen damit über die Tatsache hinweg, dass Minnesang, wie das Wort völlig zu Recht sagt, stets Gesangslyrik war – in vielen Fällen wohl mehr als das: Wie diverse Miniaturen belegen, wurden die vortragenden Sänger von Rhythmus-, Streich- und Blas-Instrumenten begleitet.
Von den oben genannten Handschriften bieten nur die Jenaer (J) und Kolmarer (t) auch zugehörige Melodien. Wichtig für die Musiküberlieferung des deutschen Minnesangs ist ferner die sogenannte Wiener Leichhandschrift (Nationalbibliothek Wien, cvp 2701, Sigle W).
Neben diesen drei Handschriften (J, t, W) existiert sporadisches, bruchstückhaftes, nur in vagen Neumen notiertes oder durch Kontrafakturen erschlossenes Melodiematerial. Eine Gesamtsicht dieses Materials kann gemeinsam mit den überlieferten Miniaturen und den Textaussagen zur Aufführungssituation sehr wohl ein sprechendes Gesamtbild darüber vermitteln, wie Minnesang musikalisch realisiert wurde; die historisch authentische Rekonstruktion einzelner Stücke bleibt aber selbst bei scheinbar zuverlässiger Melodieüberlieferung Illusion. Auch die am besten überlieferten Melodien beschränken sich auf die Wiedergabe der Gesangsmelodie. Takt, Rhythmus, Tempo, Dynamik, Harmonik, Begleitinstrumente und polyphone Techniken erschließen sich uns bisher nicht.
Die philologisch-germanistische Beschäftigung mit den Texten setzt 1748 durch Johann Jakob Bodmer und Johann Jakob Breitinger ein, wurde vor allem von Karl Lachmann, Moriz Haupt, Wilhelm Wilmanns, Friedrich Vogt, Karl Bartsch, Max Schiendorfer unter anderem bis zu Carl von Kraus – 1935 erschien seine Bearbeitung von Lachmanns Des Minnesangs Frühling –, Hugo Kuhn und Peter Wapnewski bis ins 20. Jahrhundert geführt. Neben diesen in diachroner Loyalität bis heute fortgeschriebenen wissenschaftlichen Textausgaben gab es auch prachtvolle Luxusdrucke bereits im 19. Jahrhundert (auch zwei technisch sehr aufwendige Faksimile-Drucke des Codex Manesse im 20. Jahrhundert wurden vom Insel-Verlag veranstaltet). Denn ähnlich wie im Nibelungenlied und in Wolframs Parzival wurde seit der Romantik auch im deutschen Minnesang eine ausdrücklich „deutsche Kulturleistung“ gesehen, ja sogar ein Vorbild für „völkische Identität“. Dies kommt jedoch nicht überein mit den kulturpolitischen Verhältnissen während der Regentschaft der letzten beiden Stauferkaiser. Kaiser Heinrich VI. trat noch selbst als deutscher Minnesänger hervor, sein Sohn Kaiser Friedrich II., der „puer Apuliae“, unterhielt dann an seinem sizilisch-apulischen Hof schon eine Dichterschule, die sich unter seiner persönlichen Mitwirkung zwar des Minnesang-Erbes bediente, aber nun italienisch dichtete und während der ersten Regungen der italienischen Renaissance schließlich über Petrarca und Dante eine neue Entwicklung einleitete, die bis ins frühe 17. Jahrhundert zu William Shakespeare reichte. Diese internationale statt nur nationale Bedeutung des Minnesangs wird in letzter Zeit stärker gesehen.

## Bedeutende deutschsprachige Minnesänger (in ungefährer chronologischer Ordnung)
- Der Kürenberger (Mitte 12. Jh.)
- Dietmar von Aist
- Heinrich von Veldeke
- Friedrich von Hausen
- Albrecht von Johansdorf
- Hartmann von Aue
- Heinrich von Morungen
- Reinmar der Alte
- Walther von der Vogelweide
- Wolfram von Eschenbach
- Friedrich II. (Leiningen), † 1237
- Otto von Botenlauben
- Neidhart (1. Hälfte 13. Jh.)
- Gottfried von Neifen
- Burkart von Hohenfels
- Der Tannhäuser
- Ulrich von Liechtenstein (etwa 1200–1275)
- Konrad von Würzburg (1220/1230–1287)
- Heinrich von Meißen (Frauenlob) (1250/1260–1318)
- Johannes Hadlaub (Ende 13. Jh. – 1340)
- Hugo von Montfort
- Oswald von Wolkenstein
- Der Mönch von Salzburg

## Studium und Fortbildung
Der weltweit einzige grundständige musikpraktische Vollzeitstudiengang für die europäische Musik des Mittelalters wird an der Schola Cantorum Basiliensis – der Hochschule für alte Musik in Basel – angeboten.

## Ausgaben und Literatur
- Die Große Heidelberger Liederhandschrift (Codex Manesse), in getreuem Textabdruck herausgegeben von Friedrich Pfaff, Heidelberg 1984.
- Codex Manesse. Die Große Heidelberger Liederhandschrift. Texte – Bilder – Sachen, Katalog zur Ausstellung der Universitätsbibliothek Heidelberg 1988, herausgegeben von Elmar Mittler und Wilfried Werner, Heidelberg 1988. Dies ist die maßgebliche Dokumentation zur Überlieferung mittelhochdeutscher Lyrik.
- Die Schweizer Minnesänger. Nach der Ausgabe von Karl Bartsch neu bearbeitet und hrsg. von Max Schiendorfer. Niemeyer, Tübingen 1990, Neudruck: De Gruyter, Berlin 2016, ISBN 978-3-484-10625-3.
- Thomas Cramer: Die kleineren Liederdichter des 14. und 15. Jhs. 4 Bände. München 1979–1985.
- Hans Fromm (Hrsg.): Der deutsche Minnesang. 2 Bände, Darmstadt 1972 und 1985 (= Wege der Forschung. Band 15 und 608).
- W. Hofmeister: Die steirischen Minnesänger. Edition, Übersetzung, Kommentar (= Göppinger Arbeiten zur Germanistik. Band 472). Kümmerle Verlag, Göppingen 1987.
- Carl von Kraus: Deutsche Liederdichter des 13. Jhs. 2. Auflage. Tübingen 1978, ISBN 3-484-10284-5.
- Ingrid Kasten (Hrsg.): Deutsche Lyrik des frühen und hohen Mittelalters. Ed. der Texte und Kommentare von Ingrid Kasten. Übers. von Margherita Kuhn. Frankfurt am Main 1995, ISBN 3-618-66030-8.
- Hugo Kuhn: Minnesangs Wende (= Hermaea; Neue Folge 1), 2. Auflage. Tübingen 1967.
- Hugo Kuhn: Minnesang des 13. Jhs. Ausgewählt von H. Kuhn, mit Übertragung der Melodien von Georg Reichert, Tübingen 1953.
- Minnesangs Frühling, herausgegeben von Hugo Moser, Helmut Tervooren, 38. Auflage. Stuttgart 1988, ISBN 3-7776-0448-8.
- Harald Haferland: Hohe Minne. Zur Beschreibung der Minnekanzone. Berlin 2000 (Beihefte zur Zeitschrift für deutsche Philologie 10).
- H. Heinen: Mutabilität im Minnesang. Mehrfach überlieferte Lieder des 12. und 13. Jahrhunderts. Band 1: Texte (= Göppinger Arbeiten zur Germanistik. Band 515). Kümmerle Verlag, Göppingen 1989, ISBN 3-87452-754-9.
- Gert Hübner: Minnesang, Minnerede. In: Gert Ueding (Hrsg.): Historisches Wörterbuch der Rhetorik. WBG, Darmstadt 1992 ff., Band 10 (2011), Sp. 701–711.
- Uwe Meves (Hrsg.): Regesten deutscher Minnesänger des 12. und 13. Jahrhunderts. de Gruyter, Berlin 2005, ISBN 3-11-017407-3
- Ulrich Müller (Hrsg.): „Minne ist ein swaerez spil“. Neue Untersuchungen zum Minnesang und zur Geschichte der Liebe im Mittelalter (= Göppinger Arbeiten zur Germanistik. Band 440). Kümmerle Verlag, Göppingen 1986, ISBN 3-87452-671-2.
- Olive Sayce: The medieval German lyric. 1150–1300 Oxford 1982.
- Günther Schweikle: Minnesang. 2., korrigierte Auflage (= Sammlung Metzler; Band 244), Stuttgart/Weimar 1995, ISBN 3-476-10244-0.
- D. Sittig: „Vyl wonders machet minne“. Das deutsche Liebeslied in der ersten Hälfte des 15. Jahrhunderts. Versuch einer Typologie (= Göppinger Arbeiten zur Germanistik. Band 465). Kümmerle Verlag, Göppingen 1987, ISBN 3-87452-700-X.
- Eva Willms: Liebesleid und Sangeslust. Untersuchungen zur deutschen Liebeslyrik des späten 12. und frühen 13. Jahrhunderts. (= Münchener Texte und Untersuchungen zur deutschen Literatur des Mittelalters; Band 94), Düsseldorf 1990, ISBN 3-7608-3394-2.